# Blues for Salvador
Blues for Salvador es un álbum de 1987 de Carlos Santana, dedicado a su esposa Deborah y a su hijo Salvador. El disco fue lanzado por Carlos Santana como un proyecto en solitario, sin la banda de Santana. Ganó un Premio Grammy en 1989 a la "mejor interpretación instrumental de rock".

## Lista de canciones
1. "Bailando/Aquatic Park" (Carlos Santana, Chester D. Thompson, Orestes Vilató) – 5:46
2. "Bella" (Sterling Crew, Santana, Thompson) – 4:31
3. "I'm Gone" (Crew, Santana, Thompson) – 3:08
4. "'Trane" (Santana) – 3:11
5. "Deeper, Dig Deeper" (Crew, Buddy Miles, Santana, Thompson) – 6:09
6. "Mingus" (Crew, Santana, Thompson) – 1:26
7. "Now That You Know" (Santana) – 10:29
8. "Hannibal" (Alex Ligertwood, Alan Pasqua, Raul Rekow) – 4:28
9. "Blues for Salvador" (Santana, Thompson) – 5:57